# Øyer
Øyer es un municipio en la provincia de Oppland, Noruega. Es parte del distrito tradicional de Gudbrandsdal. Su centro administrativo es el pueblo de Tingberg y tiene una población de 5065 habitantes según el censo de 2015.
La parroquia de Øier se estableció como municipio el 1 de enero de 1838. Es uno de los pocos municipios en Noruega cuyas fronteras no han cambiado desde esa fecha.

## Etimología
La forma del nombre en nórdico antiguo era Øyja —casos acusativo y dativo—, que proviene de la palabra Øyi (caso nominativo). Antiguamente dos lagos de Noruega tenían el nombre de Øyi (hoy son los lagos de Øymark y Øyeren), cuyos nombres derivan de la palabra øy, que significa «tierra plana y fértil a lo largo del borde del agua». Este nombre probablemente debe su origen al río Lågen, que se ensancha en la parte central del municipio y crea dos ríos-lagos —llamados Jemnefjorden y Gildbusfjorden—. Øyi probablemente era el antiguo nombre de uno —o ambos— de estos fiordos. Antes de 1918 el nombre se escribía Oier.

## Escudo de armas
El escudo de armas data de tiempos modernos. Les fue concedido el 29 de abril de 1983. Los brazos muestran un anillo de madera de color plateado en un fondo verde (hærder). Está hecho de madera y era utilizado para atar un tronco de árbol a una cuerda con el fin de elevarlo. Otros dispositivos similares eran utilizados en toda Noruega, pero esta forma es típica de la zona.

## Historia
La peste negra llegó a Noruega en el invierno de 1349-50. Øyer fue una de las parroquias más gravemente afectadas; las estimaciones basadas en el pago de impuestos sugieren que entre 2/3 y 3/4 de los residentes murieron. Muchas de las granjas se quedaron desiertas y abandonadas hasta finales del siglo XVII. La parroquia de Tretten se fusionó con Øyer después de la peste negra, porque su población diezmada ya no podía mantener su propio sacerdote.

## Geografía

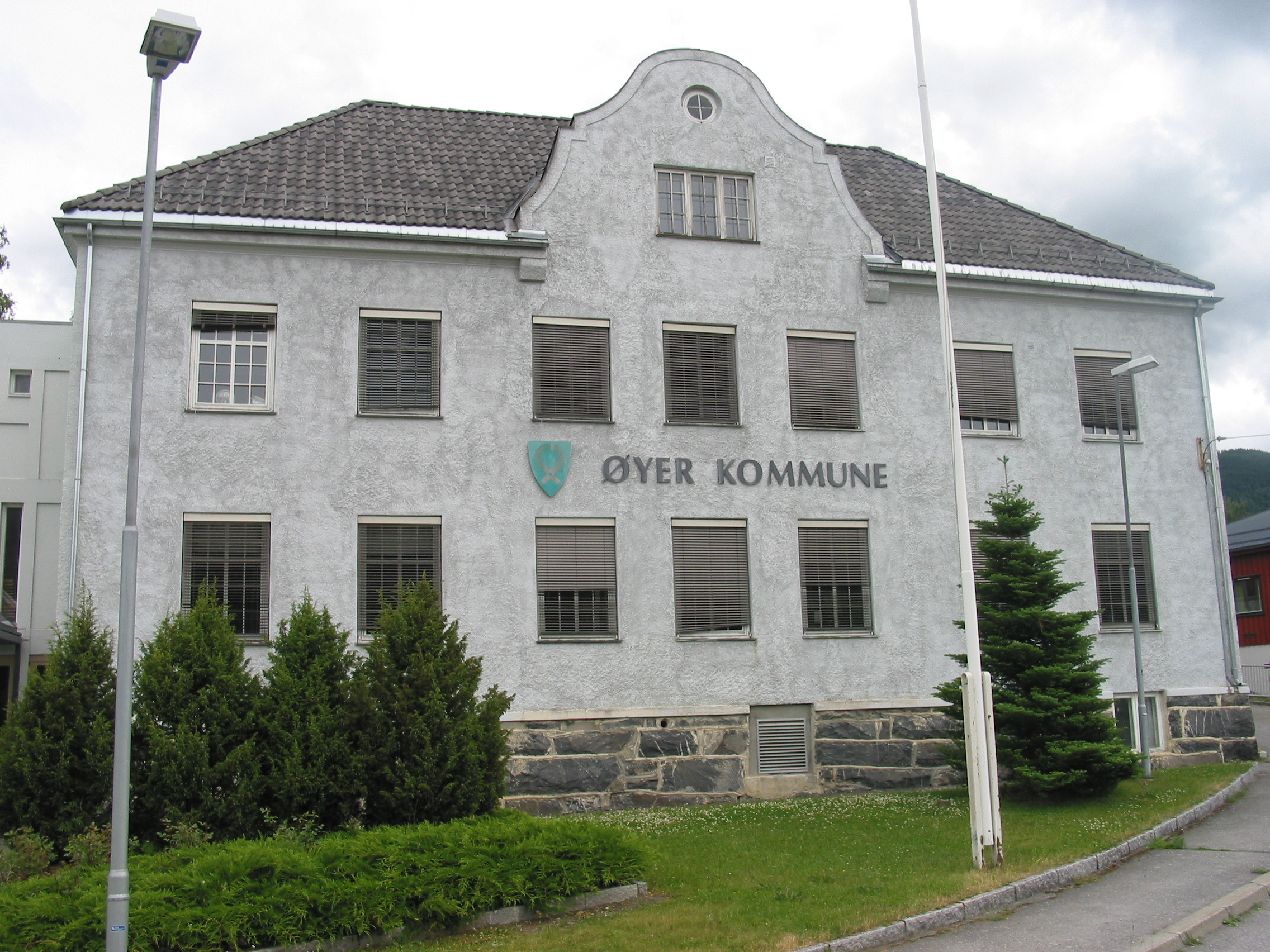
Ayuntamiento de Øyer.

En Oppland, Øyer limita con los municipios de Ringebu al norte, Ringsaker al sudeste y Lillehammer al sur. En el condado de Hedmark, limita además al este con el municipio de Stor-Elvdal. El municipio se divide en dos parroquias: Øyer en el sur y Tretten en el norte.

## Economía
La economía de Øyer ha estado tradicionalmente basada en la agricultura y la explotación forestal. Asimismo, el turismo es cada vez más importante. Desde su inauguración en 1989, el Centro de Esquí Alpino Hafjell ha crecido hasta incluir más de 14 ascensores y 28 pistas, así como extensas pistas de esquí de fondo. Está situado a 15 kilómetros de Lillehammer, por lo que es muy accesible. El uso de trineos y la práctica de luge y bobsleigh son también habituales en la zona.

## Residentes notables
- Simon Johnson (1874-1970), autor noruego-estadounidense
- Erling Jevne (1966), esquiador
- Kjetil Haraldstad (1973), miembro de Satyricon y 1349.
- Johannes Skar (1837-1914), folclorista
- Matias Skard (1846-1927), filólogo, educador, salmista, ensayista y traductor

## Ciudades hermanas
Los siguientes ciudades están hermanadas con Øyer:
- Färgelanda, Västra Götaland, Suecia
- Muhos, Oulu, Finlandia